# Held van Oekraïne
|                                              |  |  |
| Orde van de Gouden Ster en Orde van de Natie |  |  |

De titel Held van Oekraïne (Oekraïens: Герой України, Heroy Oekrayiny) is de opvolger van de Sovjettitel "Held van de Sovjet-Unie". Deze helden droegen de kleine Gouden Ster aan een rood lintje en ook de Leninorde.
Held van Oekraïne is de hoogste nationale onderscheiding die door de president van Oekraïne kan worden toegekend aan individuele burgers. De onderscheiding werd in 1998 ingesteld door president Leonid Koetsjma. De titel wordt verleend aan degenen die de burgerlijke Orde van de Natie ontvangen, en aan degenen die de militaire Orde van de Gouden Ster ontvangen.  

## Vormgeving
De Orde van de Gouden Ster is gemaakt van goud en heeft de vorm van een vijfpuntige ster bovenop een krans van eikenbladeren. De sterren zijn gepolijst.
De afmeting tussen de tegenovergestelde hoekpunten van de ster is 35 mm. De achterkant is plat, met het opschrift in reliëfletters "Held van Oekraïne" en het serienummer.
De Orde van de Natie toont de drietand van Vladimir I van Kiev (St. Vladimir) op een krans van eikenbladeren. De afmetingen van de medaille is 35 mm bij 36 mm, dus bijna rond. Ook bij deze medaille bevat de achterkant het opschrift in reliëfletters "Held van Oekraïne" en het serienummer.
Ter bevestiging aan de kleding wordt voor beide medailles een blokje gebruikt overdekt met lint, met een lengte van 45 mm en een breedte van 28 mm. De bevestiging van het lint aan de medaille is ook van goud. Het lint is van zijden moiré in de kleuren blauw en geel, conform de vlag van Oekraïne.
De ontvangers krijgen bovendien een kopie om in het openbaar te dragen. Deze ziet er voor beide orden eender uit en is gemaakt van gewone metalen en kleiner van formaat. Deze kopie toont een drietand in het midden van een ster. Ze wordt gedragen op de linkerborst boven de andere decoraties.

## Aantal toekenningen
Per 22 augustus 2020 is de orde 466 keer verleend; een aantal van 203 kreeg de onderscheiding "Orde van de Gouden Ster", terwijl 263 de onderscheiding "Orde van de Natie" ontvingen. De orde werd 181 keer postuum verleend. De ontvangers waren 432 mannen en 34 vrouwen. De jongste was de Oekraïense paralympisch atleet Viktor Smyrnov, op dat moment 18 jaar en 78 dagen oud. De oudste was Maksim Hulyi, die hem kreeg op zijn 100e verjaardag. De jongste die de orde postuum kreeg toegekend was Nazari Vojtovich, 17 jaar en 263 dagen oud toen hij overleed. Zoals een aantal andere onderscheidenen, overleed hij door sluipschuttersvuur tijdens de revolutie van de Waardigheid op 20 februari 2014, aansluitend op de Euromaiden-protesten die begonnen in november 2013. 
De enige niet-ingezetene, waarvoor op parlementair niveau een uitzondering werd gemaakt, was de Wit-Rus Michail Zjiznjevski, die hem in juni 2017 postuum kreeg toegekend. Hij overleed tijdens de Euromaidan-protesten op 22 januari 2014. Echter ook 17 anderen kregen de onderscheiding zonder dat ze ooit ingezetene waren, omdat ze al waren overleden toen Oekraïne onafhankelijk werd. Onder hen Avgustin Volosjin, Stepan Bandera (kort erna weer geannuleerd), Volodimir Ivasjoek, Vasil Stoes en Vasili Ignatenko.
De titel is regelmatig toegekend aan sport-gerelateerde persoonlijkheden. Vitali Klitschko, zwaargewicht bokskampioen, kreeg de orde in 2004, evenals  Andriy Shevchenko, Europees voetballer van het jaar in 2004. Valeri Lobanovski, voormalig trainer van FC Dynamo Kyiv, overleed op 13 mei 2002 in het ziekenhuis nadat hij tijdens een wedstrijd onwel werd. Twee dagen later kreeg hij de titel toegekend "voor zijn jarenlange diensten aan het Oekraïens voetbal."
Ook Olympisch gouden medaillewinnaar zwemmen in 2000 en 2004, Yana Klochkova, werd onderscheiden.
Orden van Oekraïne

Held van Oekraïne (Gouden Ster · van de Natie)

Vrijheid ·
Vorst Jaroslav de Wijze ·
Verdienste ·
Bohdan Chmelnytsky ·
Helden van de Hemelse Honderd ·
Dapperheid ·
Vorstin Olha ·
Daniel van Galicië ·
Dapper Werk in de Mijnen

Oekraïense presidentiële en militaire onderscheidingen

Kruis voor Militaire Verdienste ·
Ivan Mazepa-Kruis ·
Geëerd Beoefenaar van de Kunsten ·
25 jaar onafhankelijkheid ·
Gouden Hart

Ereteken ·
Medaille voor steun aan de Oekraïense strijdkrachten

Zie ook orden, onderscheidingen en medailles van:

Oekraïne (draagvolgorde) · 
Oekraïense Volksrepubliek (Orde van het IJzeren Kruis) · 
 OekSSR (Rode Vlag van de Arbeid)